# Yana
Yana é uma cidade da Serra Leoa.